# Corynocarpus rupestris
Corynocarpus rupestris là một loài thực vật có hoa trong họ Corynocarpaceae. Loài này được Guymer mô tả khoa học đầu tiên năm 1984.